# The Pale
     The Pale
     Ziemie we władaniu lordów anglo-irlandzkich
     Ziemie we władaniu lordów irlandzkich

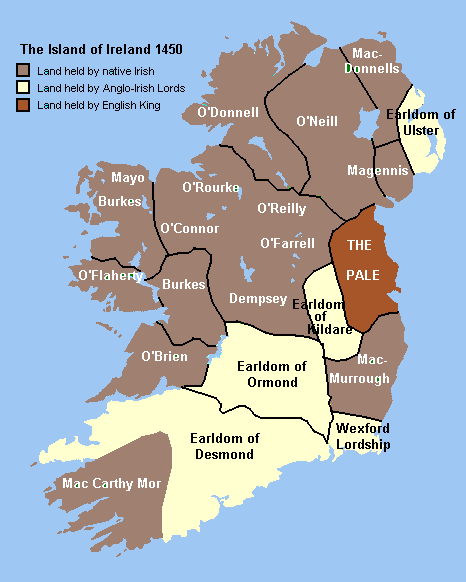
Irlandia w połowie XV wieku.
The Pale
Ziemie we władaniu lordów anglo-irlandzkich
Ziemie we władaniu lordów irlandzkich

The Pale – historyczny obszar w Irlandii, we wschodniej części wyspy, wokół Dublina. W późnym średniowieczu była to jedyna część wyspy de facto pod jurysdykcją rządu angielskiego, podczas gdy reszta kraju znajdowała się pod kontrolą lordów anglo-irlandzkich, o szerokiej autonomii, jak i rdzennych lordów irlandzkich.
Nazwa „The Pale” po raz pierwszy odnotowana została w dokumencie z 1446/1447 roku. Dokładne granice obszaru określone zostały przez Parlament Irlandii w 1488 roku. Rozciągał się on wzdłuż wschodniego wybrzeża, od Dundalk na północy po Dalkey na południu i obejmował znaczną część terytorium współczesnych hrabstw Louth, Meath, Kildare i Dublin. Wzdłuż jego granic po 1494 roku wzniesiony został wał obronny z fosą, pozostałości których zachowały się do czasów obecnych.